# Parobisium titanium
Parobisium titanium är en spindeldjursart som beskrevs av Volker Mahnert 2003. Parobisium titanium ingår i släktet Parobisium och familjen helplåtklokrypare. Inga underarter finns listade i Catalogue of Life.